# 코미디쇼 웃으면 복이 와요
코미디쇼 웃으면 복이 와요는 대한민국의 문화방송에서 제작한 코미디 프로그램이다.

## 역사
MBC-TV 개국 직후인, 1969년 8월에 김경태, 유수열 PD에 의해 시작하여 1985년 4월 17일까지 일시 중단되었다가, 다시 1992년 11월 22일부터 1994년 10월 17일까지 방송된 바 있다. 그리고 2005년 3월 17일부터 코미디쇼 웃으면 복이 와요라는 명칭으로 부활하여 2005년 10월 20일 최종회를 끝으로 프로그램 개편에 의해 폐지되었다.

## 주요 출연자 명단

### 2005년
| - 강태영 - 고명환 - 고장환 - 고정호 - 김경옥 - 김동하 - 김범용 - 김상준 - 김선정 - 김세아 | - 김수미 - 김완기 - 김익근 - 김준호 - 김지호 - 김태환 - 김한배 - 나상규 - 남정미 - 류경진 | - 문용현 - 박동근 - 박민환 - 박재석 - 방용화 - 손소연 - 손헌수 - 신동수 - 심현섭 | - 양헌 - 오나연 - 오정태 - 우영욱 - 이경애 - 이선미 - 이우제 - 이주희 - 이혜정 | - 이환 - 임준혁 - 전환규 - 정성호 - 조경진 - 조해욱 - 최국 - 최병임 - 추대엽 - 홍가람 |

## 같이 보기
- 개그콘서트
- 웃음을 찾는 사람들(웃찾사)

| MBC 개그 프로그램                                | MBC 개그 프로그램                                             | MBC 개그 프로그램                                              |
| 이전 작품                                        | 작품명                                                        | 다음 작품                                                      |
| ------------------------------------------------ | ------------------------------------------------------------- | -------------------------------------------------------------- |
| 코미디하우스 (2000년 11월 4일 ~ 2005년 3월 10일) | 코미디쇼 웃으면 복이와요 (2005년 3월 17일 ~ 2005년 10월 20일) | 코미디 버라이어티 웃는 day (2005년 10월 26일 ~ 2006년 2월 2일) |